# Artziniega
Artziniega en basque ou Arceniega en castillan est une commune d'Alava dans la communauté autonome du Pays basque en Espagne.
Le code de l'entité singulière de population est de 1 et le code municipal est 004.

## Présentation
Artziniega est située à l'extrême nord-ouest de la province sur la frontière avec la Biscaye et la province de Burgos, et est bordée par les communes de Valle de Mena (Burgos), Gordexola (Biscaye) et Ayala-Aiara (Alava). Elle est située à 27 kilomètres de Bilbao et à 55 kilomètres de Vitoria-Gasteiz.
La commune d'Artziniega se compose de deux territoires historiquement distincts :
- d'une part, la villa Arceniega et les terres qui s'y rattachent autour, avec les quartiers ou les villages d'Úreta, Barretaguren, Eskartza, Hormaza, Barratxi (San Antonio), Benta, Gordeliz, Casas, Las Campas et San Roman, et le lieu de Campijo  ;
- d'autre part, un certain nombre de personnes affectées à la municipalité d'Artziniega en l'an 1841 sont originaires de Mendieta, Retes de Tudela, et de Santa Koloma, Sojoguti. Ces personnes faisaient partie autrefois des terres d'Ayala, et elles sont encore régit par la juridiction d'Ayala, contrairement à la Villa de Arceniega.

À quelques centaines de mètres du village se trouve sur les hauteurs le sanctuaire de Nuestra Señora de la Encina, fondé au XVIe siècle. On y trouve quatre vierges construites à diverses époques et un impressionnant chêne vert à l'entrée.

## Hameaux
La commune comprend les hameaux et quartiers suivants :
- Artziniega de 1 693 habitants, chef-lieu de la commune, avec ses quartiers Úreta, Barretaguren, Eskartza, Hormaza, San Antonio (Barratxi en basque), Venta, Gordéliz, Las Caserías, Las Campas et San Román ;
- le hameau de Campijo, proche de Artziniega ;
- les hameaux suivants faisaient partie de la Tierra de Ayala et ont été rattachés à la commune en 1841 :
  - Mendieta,
  - Retes de Tudela (Erretes Tudela en basque),
  - Santa Koloma,
  - Sojoguti (Soxoguti en basque).

## Langues
La progression de la compréhension du basque depuis son officialisation depuis les années 1980 est très importante.